# Kazuhisa Irii
Kazuhisa Irii (入井 和久, Irii Kazuhisa) est un footballeur japonais né le 18 octobre 1970.

## Biographie
Kazuhisa Irii joue en faveur du Honda FC, des Kashima Antlers, du Kashiwa Reysol et du Brummell Sendai.
Il dispute 34 matchs en première division japonaise, sans inscrire de but.